# Paul Burani
Paul Burani, właśc. Urbain Roucoux (ur. 26 marca 1845 w Paryżu, zm. 9 października 1901) – francuski pisarz, aktor, tekściarz i librecista.
Jest autorem popularnej wśród członków Komuny Paryskiej piosenki Le Sire de Fisch Ton Kan.

## Libretta
- Le droit du seigneur (z Maxime Boucheronem) – 1878[2]
- Le billet de logement (z Boucheronem) – 1879
- Le petit Parisien (z Boucheronem) – 1882
- François les bas-bleus (z Ernestem Dubreuil i Eugènem Humbertem) – 1883
- Le mariage au tambour (z Alexandre Dumasem) – 1886
- Król mimo woli (Le roi malgré lui, z Emile de Najakiem) – 1887[3]
- Ninon de Lenclos (z Blavetem), 1887
- Le puits qui parle (z Beaumontem) – 1888
- Le prince soleil (z Hippolytem Raymondem) – 1889
- Le commandant Laripete (z Silvestrem i Valabriguem) – 1892
- Le Cabinet Piperlin (z Raymondem) – 1897